# Selce (Kroatien)
Selce ist eine Ferienortschaft in der Kvarner Bucht direkt an der kroatischen Adriaküste. Sie schließt sich an die Stadt Crikvenica an. Selce befindet sich etwa 37 km südöstlich von Rijeka. Nachbarorte sind neben Crikvenca Kraljevica und Novi Vinodolski.

## Geschichte
Selce ist an der Stelle des römischen Postens „Ad turres“ entstanden und entwickelte sich als Hafen mit Lagerräumen für Wein und Salz sowie als Zollstelle. Im Jahre 1886 wurde die Kirche St. Katharina erbaut, welche späthistoristische Merkmale aufweist.

## Tourismus
Selce blickt auf eine hundertjährige Fremdenverkehrstradition zurück. Bereits im Jahr 1894 wurde das erste Seebad eröffnet, womit dieses Jahr als Beginn des Tourismus in Selce gilt. Erste Hotels, Pensionen und Villen tauchten Anfang des 20. Jahrhunderts auf, darunter das noch heute bestehende Jugendstil-Hotel „Esperanto“, welches zur Jahrtausendwende vollständig renoviert wurde.
Heute lebt die einstige Fischer- und Hafenstadt Selce beinahe ausschließlich vom Tourismus, was durch das ganzjährig milde Klima, die gute Straßenanbindung und die Nähe zum Flughafen Rijeka auf Krk unterstützt wird. 
Ab 1912 gab es Projekte, die Stadt durch die Bahnstrecke Fiume–Cirkvenica–Novi an das Schienennetz anzuschließen. Diese Bahnstrecke wurde niemals gebaut.
Aktuell gibt es fünf größere Hotels und zahlreiche private Ferienwohnungen.
Auf Grund der exzellenten Meerwasserqualität werden die Strände in Selce alljährlich mit der internationalen blue flag ausgezeichnet.

## Sport und Wellness
In Selce befindet sich der namhafte Taucherclub Mihuric, der ganzjährig Tauchausflüge und Schulungen anbietet. Der Angelverein Oslic bewahrt die Fischertradition und organisiert Veranstaltungen rund um den Angelsport. Im Sommer werden zudem zahlreiche Möglichkeiten zu Wasserski, Windsurfen, Paragliding und Radfahren geboten.
Die Poliklinik Terme Selce genießt einen landesweiten, guten Ruf bei der Rehabilitation von Sportverletzungen. Dort wurden schon zahlreiche international bekannte Sportler behandelt.